# Joʻrabek Karimov
Joʻrabek Karimov  (engl. Transkription Jurabek Karimov; * 4. Juni 1998 in Taschkent) ist ein usbekischer Tennisspieler.

## Karriere
Karimov war auf der ITF Junior Tour schon besonders erfolgreich. In den Jahren 2015 und 2016 spielte er fast jedes der Junior-Grand-Slam-Turniere und erreichte 2015 bei den Australian Open mit dem Halbfinale und ein Jahr später mit dem Finaleinzug an selber Stelle seine besten Ergebnisse. Im April 2016 erklomm er mit Rang 6 seine beste Platzierung in der Junior-Rangliste.
Ab 2015 nahm Karimov regelmäßig an Profiturnieren – vor allem der Kategorie ITF Future Tour – teil. In diesem Jahr stand er im Einzel schon auf Platz 786 der Tennisweltrangliste und im Doppel auf Rang 490. Nach ähnlichen Ergebnisse 2016, schaffte er 2017 in Einzel und Doppel jeweils seinen ersten Titel der Future-Kategorie zu gewinnen. Im Doppel gewann er zwei Titel. 2018 kam jeweils ein weiterer Future-Titel hinzu. Im Einzel erreichte er in diesem Jahr mit Platz 426 zudem sein Karrierehoch. Im Doppel erreichte er in Qarshi und Taschkent jeweils das Doppelfinale, wovon er letzteres mit Sanjar Fayziyev gewinnen konnte. Wenig später erreichte er mit Platz 316 sein Karrierehoch.
Seit 2016 spielt Karimov zudem für die usbekische Davis-Cup-Mannschaft, wo er bislang eine Bilanz von 1:2 hat.

## Erfolge
| Legende (Anzahl der Siege)  |
| Grand Slam                  |
| ATP World Tour Finals       |
| ATP World Tour Masters 1000 |
| ATP World Tour 500          |
| ATP World Tour 250          |
| ATP Challenger Tour (1)     |

### Doppel

#### Turniersiege
| Nr. | Datum            | Turnier   | Belag     | Partner         | Finalgegner                       | Ergebnis          |
| --- | ---------------- | --------- | --------- | --------------- | --------------------------------- | ----------------- |
| 1.  | 13. Oktober 2018 | Taschkent | Hartplatz | Sanjar Fayziyev | Federico Gaio Enrique López Pérez | 6:2, 6:73, [11:9] |